# Comptonie voyageuse
Espèce
Synonymes
- Comptonia aspleniifolia

La Comptonie voyageuse (Comptonia peregrina) est une espèce de plantes à fleurs de la famille des Myricaceae. C'est la seule espèce existante (vivante) du genre Comptonia, bien qu'un certain nombre d'espèces éteintes soient placées dans le genre. Comptonia peregrina est originaire de l'est de l'Amérique du Nord, du sud du Québec, à l'est jusqu'en Nouvelle-Écosse, au sud jusqu'à l'extrême nord de la Géorgie et à l'ouest jusqu'au Minnesota. 

Les feuilles séchées puis broyées sont comestibles ayant un parfum de thé sucré. Les Amérindiens lui connaissaient cette utilité.
Comptonia peregrina